# Disconnected (álbum)
Disconnected es el álbum debut de estudio del músico estadounidense Stiv Bators, publicado en diciembre de 1980 a través de Bomp! Records. El álbum es una desviación radical del sonido punk rock de su banda anterior, Dead Boys, y ve a Bators aventurándose en el power pop.

## Antecedentes
Después de la disolución de Dead Boys en 1979, Stiv Bators había comenzado a buscar otros proyectos, queriendo hacer algo musicalmente diferente. Él decidió mudarse de la Costa Este hacia la Costa Oeste y se instaló en Los Ángeles. Él se puso en contacto con su viejo amigo Frank Secich, ex bajista de Blue Ash, y los dos comenzaron a escribir canciones juntos y grabar demos a principios de 1979. El proceso de composición mostró una fuerte influencia de la década de 1960, como explicó Secich: “Stiv era un gran fanático del garage estadounidense y del power pop. Le encantaba”.
Coproducida por Thom Wilson y Stiv Bators, el álbum marcó la primera vez de Wilson como productor. Todos los miembros de la banda contribuyeron con material para Disconnected, Bators siendo el coautor de tres canciones del álbum. La canción de apertura, «Evil Boys», fue coescrita por Secich y Jimmy Zero durante la gira de Dead Boys. El álbum también incluye al sencillo promocional, «Too Much to Dream», originalmente grabada por The Electric Prunes en 1966.
Cuando el álbum fue publicado, Bators hizo una gira de tres semanas en el Nordeste de Estados Unidos junto con Brian James, ex guitarrista de the Damned.

## Lista de canciones
| Lado uno |                        |                                |          |  |
| N.º      | Título                 | Escritor(es)                   | Duración |  |
| 1.       | «Evil Boy»             | Frank Secich, Jimmy Zero       | 3:17     |  |
| 2.       | «Bad Luck Charm»       | David Quinton, George Cabaniss | 2:54     |  |
| 3.       | «A Million Miles Away» | Secich                         | 3:45     |  |
| 4.       | «Make Up Your Mind»    | Quinton                        | 2:19     |  |
| 5.       | «Swingin' a Go-Go»     | Cabaniss                       | 2:24     |  |

| Lado dos |                                             |                             |          |  |
| N.º      | Título                                      | Escritor(es)                | Duración |  |
| 1.       | «Too Much to Dream»                         | Annette Tucker, Nancy Mantz | 2:47     |  |
| 2.       | «Ready Any Time»                            | Stiv Bators, Secich         | 2:56     |  |
| 3.       | «The Last Year»                             | Bators, Secich              | 2:46     |  |
| 4.       | «I Wanna Forget You (Just the Way You Are)» | Bators, Secich              | 3:47     |  |

- Los lados uno y dos fueron combinados como pista 1–9 en la reedición de CD.

| Bonus tracks (2004 Bomp! Records reissue) |                                                             |                           |          |  |
| N.º                                       | Título                                                      | Escritor(es)              | Duración |  |
| 10.                                       | «Evil Boy» (alternative take)                               | Secich, Zero              | 3:16     |  |
| 11.                                       | «Swingin' a Go-Go» (alternative take)                       | Cabaniss                  | 2:24     |  |
| 12.                                       | «Crime in the Streets»                                      | Secich, Cabaniss, Quinton | 3:55     |  |
| 13.                                       | «Little Girl» (live at the Agora Ballroom / May 24th, 1980) | Baskin, Gonzalez          | 2:37     |  |
| 14.                                       | «Junebug Skillet (Barbecued Yardbird)»                      |                           | 1:31     |  |

## Créditos
Créditos adaptados desde las notas del álbum.
- Stiv Bators – voz principal y coros
- Frank Secich – bajo eléctrico, coros
- Georgie Harrison – guitarra, coros
- David Quinton – batería, piano, coros
- B-Girls – coros, palmadas (5)

Personal técnico
- Thom Wilson – productor, ingeniero
- Greg Shaw – productor ejecutivo
- Gary Cooper – ingeniero asistente
- Phil Singer – ingeniero asistente

Diseño
- David Arnoff – fotografía
- Diane Zincavage – diseño de portada